# Hoofdkerk (Wiesbaden)
De Hoofdkerk is de oudste van de vijf protestantse kerken in Biebrich, een stadsdeel van de Duitse stad Wiesbaden. De kerk ligt aan het noordeinde van het slotpark van Slot Biebrich, in het centrum van het voormalige dorp Mosbach.

## Geschiedenis
De kerk werd voor het eerst in 1085 in de annalen genoemd. Tot de reformatie behoorde de toenmalige Rooms-katholieke kerk tot het aartsbisdom Mainz, zo ook van tijd tot tijd tot verschillende kloosters, voor het laatst tot het klooster Eberbach in de Rheingau.
Het Huis Nassau voerde in het jaar 1543 de lutherse confessie in. In het jaar 1560 werd in de Hoofdkerk voor het eerst een protestantse eredienst gevierd. Van de oude kerk bleef slechts de toren bewaard. De markante, achthoekige spits werd aan het eind van de 15e eeuw geplaatst.
Tijdens de Dertigjarige Oorlog werd de kerk dermate beschadigd, dat er gekozen werd voor de bouw van een geheel nieuwe kerk. De nieuwe kerk werd in 1716 ingewijd en diende als hofkerk voor het Huis van Nassau, die sinds het begin van de 18e eeuw 's zomers resideerde in Slot Biebrich. De kerk werd in 1882 geheel gerenoveerd en van drie nieuwe klokken en een nieuw orgel voorzien.
Tijdens de Tweede Wereldoorlog liep de kerk geen schade op.